# Crassostrea

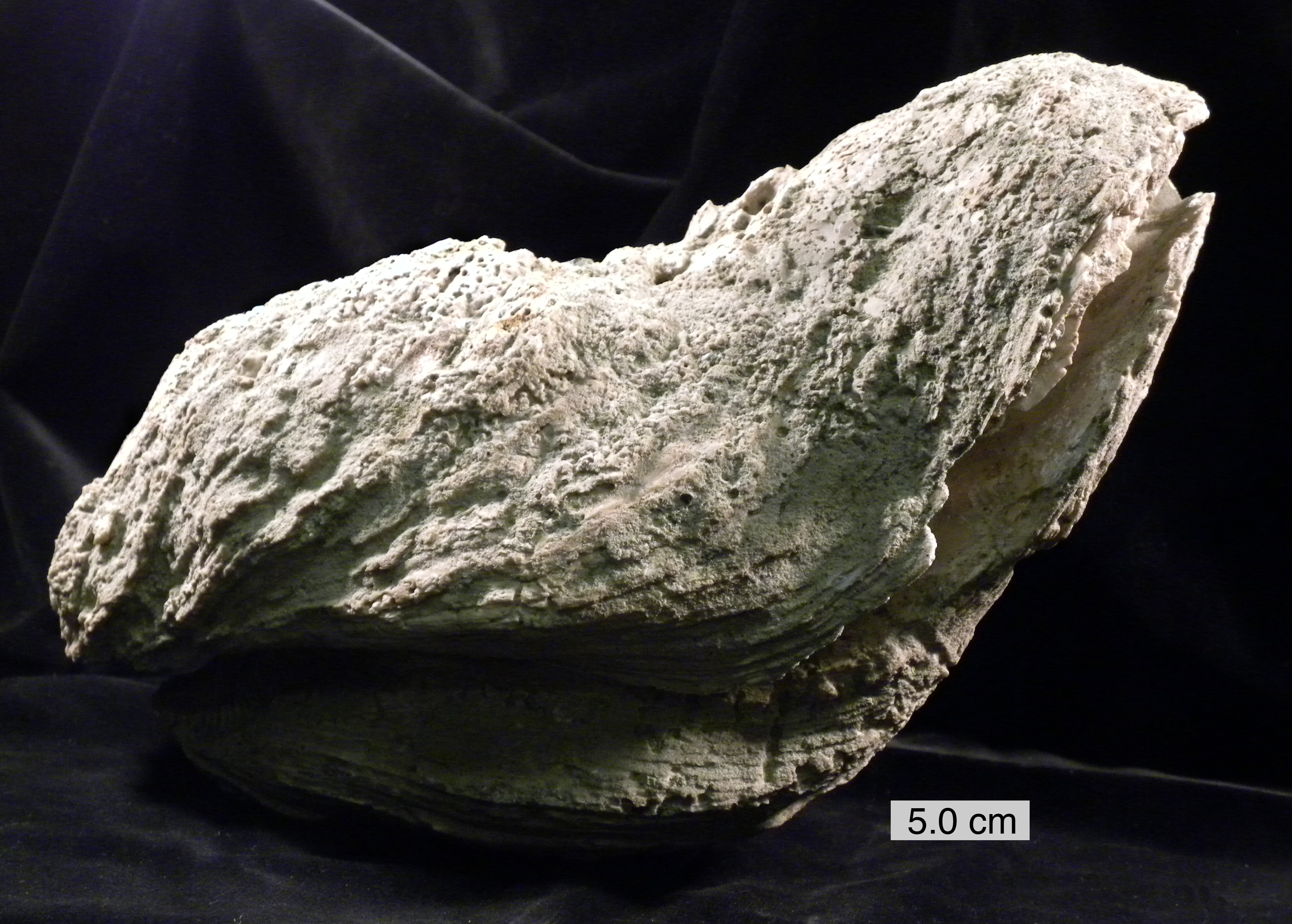
Argopeceten purpuratus (Finch, 1824)

Crassostrea es un género de moluscos bivalvos de la familia Ostreidae conocidos popularmente como ostiones, estrechamente emparentados con las ostras. Son ampliamente aprovechados por las personas como alimento por su alto valor nutritivo y debido a la facilidad con que se obtiene y los múltiples métodos para lograrlo, desde la captura a mano, hasta grandes cultivos ostrícolas.
El ostión se distingue por presentar una concha de forma irregular y asimétrica, cuya cara exterior es áspera y oscura, contrastando con la interior, que presenta una superficie lisa y brillante gracias a que el carbonato de calcio se transforma en una sustancia iridiscente llamada nácar.

## Relevancia como alimento
La relevancia del ostión como fuente alimenticia se basa en la alta fecundidad de este molusco, que puede llegar a producir hasta 60 millones de pequeños huevos, lo cual le otorga un enorme potencial para su explotación industrial. Su importancia en la alimentación se debe también a la versatilidad que tiene en la cocina, pues admite numerosas presentaciones, pueden servirse ostiones frescos, guisados, ahumados, en vinagre, enlatados, secos, en su concha ("al tapesco") y tantas más como dicte la inventiva.
Los mayores productores de ostión en el mundo son Japón, Francia, Chile, Estados Unidos, España, Perú, México y Australia. Los métodos de cultivo son muy variados y se dividen en tres grupos principales: el método de cultivo en "suspensión", el cultivo "de fondo" y en "ramadas".